# Анатхапиндика
Анатхапиндика (пали Anāthapiṇḍika, санскр. Anāthapiṇḍada) был процветающим торговцем и банкиром и, как полагают, самым богатым купцом в Саваттхи. Один из наиболее известных мирских последователей и покровителей Гаутамы Будды. Жил примерно в V—VI вв до н. э. Прозвище Анатхапиндика, которое буквально означает «тот, кто даёт милостыню бедным», он получил благодаря своей репутации щедрого благодетеля нуждающихся. К его имени часто добавляют setthi, что означает «богач» или «миллионер», и Mahā, чтобы отличить его от Cūla Anāthapindika, ещё одного ученика Будды.
Согласно буддийским верованиям у каждого будды, приходящего в мир, появляются последователи, выполняющие определённые роли. Главными учениками Будды Гаутамы, принявшими монашество, были архаты Маудгальяяна и Шарипутра и бхикшуни Уппалаванна и Кхема. Среди мирян наиболее известны Висакха и Анатхапиндика.

## Ранние годы и семья
Анатхапиндика появился на свет в семье богатого торговца Суманы и при рождении получил имя Судатта. Ещё до встречи с Буддой Судатта стал известен своей щедростью, за что получил прозвище Анатхапиндика. Он женился на Пуннялакхане (пали Puññalakkhanā), сестре процветающего купца из Раджагахи. Жена Анатхапиндики, чьё имя означает «отмеченная заслугой», также была последовательницей Будды и заботилась о монахах и слугах. У них родились дети: сын Кала (пали Kāla) и три дочери Маха-Суббхада, Чула-Суббхада и Сумана (пали Mahā-Subhaddā, Cūla-Subhaddā, Sumanā). Младшая дочь Сумана обладала глубокой мудростью и, услышав проповедь Будды, достигла второй стадии святости (сакадагами), осталась незамужней и умерла молодой, отрешившись от всего земного. Единственный сын поначалу не разделял духовных идеалов своих родных. Однажды отец предложил ему 1000 монет за соблюдение упосатхи, а затем ещё 1000 за то, что тот, пребывая в монастыре, выучит стих о Дхамме. По воле Будды Кала никак не мог постичь смысл слов и ему приходилось слушать их снова и снова. В ходе этих попыток он вошёл в поток (сотапанна) и стал ещё одним покровителем сангхи (Маленький Анатхапиндика).
Сын Анатхапиндики Кала был женат на Суджате, младшей сестре другой знаменитой мирской последовательницы Будды Висакхи. В отличие от неё Суджата обладала дурным характером, третировала слуг и была груба даже с родителями мужа. Проповедуя в доме Анатхапиндики, Будда услышал однажды крики и ругань. Он попросил позвать Суджату, перечислил ей 7 типов жён (жена-убийца, жена-тиран, воровка, мать, сестра, друг и слуга) и поинтересовался, к какому типу она хотела бы принадлежать. Тронутая его словами, Суджата пожелала стать своему мужу женой-слугой и впоследствии примкнула к последователям Татхагаты. В джатаках есть рассказ о том, как в одной из прошлых жизней Будда, будучи царём Бенареса, отучил Суджату, которая в те времена была его матерью, от привычки браниться, сравнив каркающую ворону и певчую птицу.
У Анатхапиндики был племянник, который, ведя разгульную жизнь, растратил всё своё состояние. Он обратился за помощью к дяде. Тот дважды давал ему денег, но молодой человек их снова промотал. На третий раз Анатхапиндика дал племяннику одежду. Пустив дар по ветру, тот снова потребовал помощи, но на этот раз ничего не получил. Вскоре его тело нашли у городской стены и бросили в мусор. Опечаленный Анатхапиндика обратился к Будде и тот объяснил, что его племянник принадлежал к малочисленной категории ненасытных людей и погиб из-за собственного безрассудства. Его прошлая жизнь описана в одной из джатак.

## Встреча с Буддой
Впервые Анатхапиндика встретился с Буддой примерно через три года после его пробуждения. В те времена Татхагата ещё не установил кодекса монашеской жизни. Повстречав расположившихся меж корней деревьев, под скалами, в оврагах и на кладбищах монахов, богатый торговец из Раджагахи, зятем которого был Анатхапиндика, предложил построить для них постоянную обитель. После согласия Будды он возвёл 60 жилых построек. Однажды приехав в Раджагаху Анатхапиндика посетил шурина, семейство которого готовилось к визиту Пробуждённого. Анатхапиндика заинтересовался и пожелал увидеть гостя. Проведя ночь в нетерпеливом ожидании, утром он отправился к монастырю через кладбище и его охватили сомнения, страх и нерешительность. Тогда его ободрил якша Шивака. На подходе к монастырю в темноте он увидел силуэт величественно прохаживающегося человека, который назвал его по имени и предложил приблизиться. Анатхапиндика упал на колени и приветствовал Будду словами: «Надеюсь, Господин спал спокойно!». Увидев, что Анатхапиндика готов сердцем и умом, Татхагата открыл ему четыре благородные истины, тот обрёл чистое око истины (пали dhammacakkhu) и стал сотапанной. Анатхапиндика пригласил Пробуждённого на завтрашний обед. Получив его согласие, он попросил разрешения выстроить для монахов монастырь в Саваттхи.
В поисках подходящего для постройки места, которое должно было быть с одной стороны уединённым, а с другой доступным для верующих, Анатхапиндика остановился на роще, которая принадлежала сыну царя Пасенади царевичу Джете. На просьбу продать рощу царевич назначил непомерную цену: такое количество золотых монет (в пределах 18 000 000), которым можно выложить всю рощу. Анатхапиндика прислал множество повозок с золотом. В итоге остался непокрытым лишь небольшой участок сада, на котором царевич сам возвёл ворота и крепость. Купленную территорию Анатхапиндика обнёс стеной и построил на ней отдельные кельи для монахов, зал для собраний, технические помещения, вырыл лотосовые пруды и колодцы и проложил дорожки, потратив на строительство ещё 18 000 000 монет. В Палийском каноне присутствуют многочисленные упоминания о роще Джеты и монастыре Анатхапиндики, где Будда провёл много времени. Когда всё было готово, Анатхапиндика устроил большой праздник, сделал подношение пищи монахам и одарил мирян, на что ушло ещё 18 миллионов. Итоговая сумма вложений составила 54 000 000 монет.

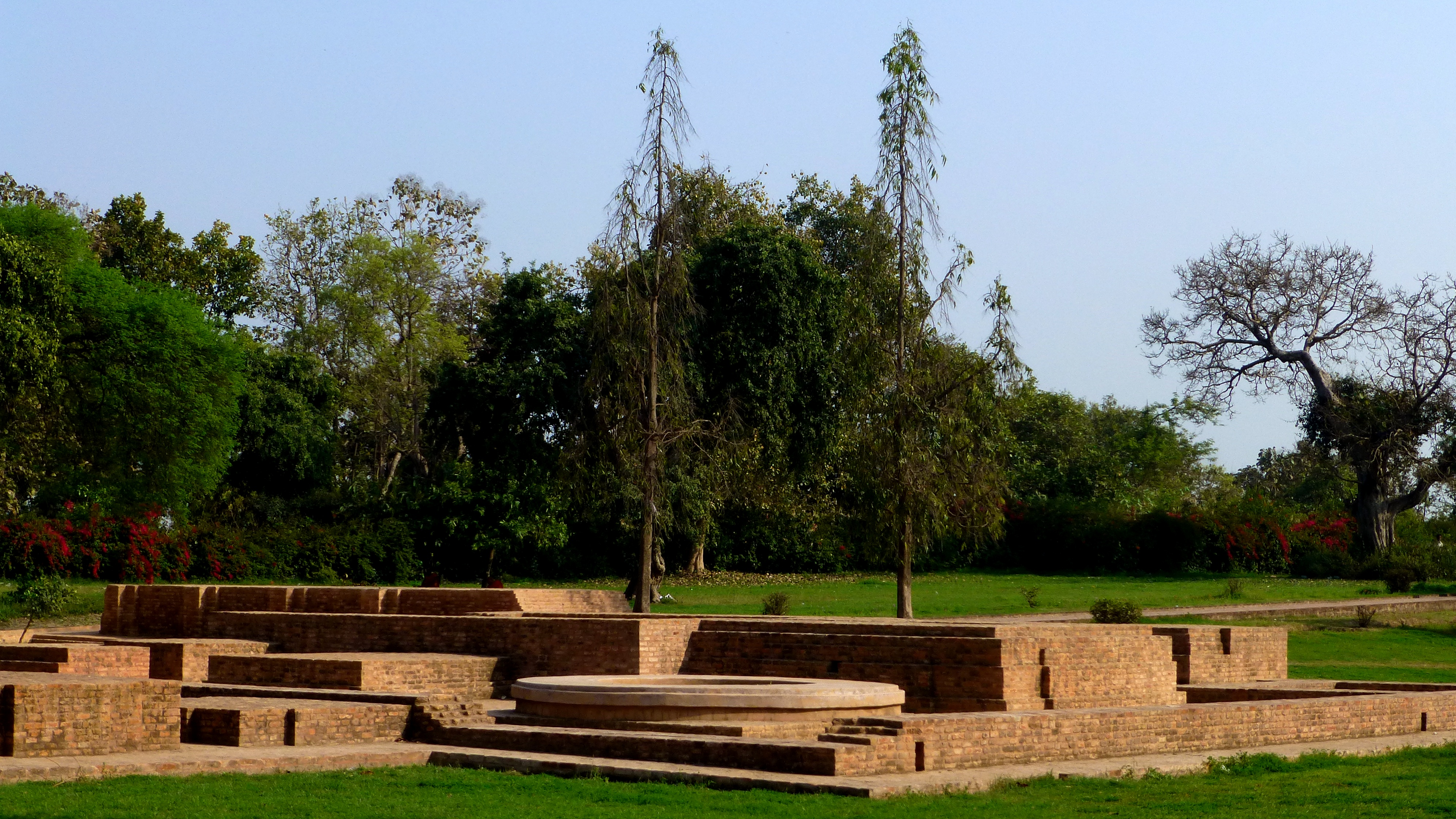
Сохранившиеся остатки монастыря в Джетаване.

После 60 лет Будда все 19 сезонов дождей до паринирваны, за исключением последнего, провёл в Джетаване. Анатхапиндика обеспечивал монахов, приходящих в монастырь, всем необходимым. Ежедневно в его семиэтажный особняк за подаянием приходило несколько сотен человек. Его щедрость побудила царя Пасенади также совершать ежедневные пожертвования 500 монахам. Однажды он узнал, что бхикшу относят взятое в его дворце своим городским благодетелям, которые в свою очередь снова подносят эту еду монахам. Заинтригованный таким поступком царь обратился за разъяснением к Будде и узнал, что у его слуг нет веры и любви к монахам, они раздают еду, будто вычищают амбар. А верующие горожане делают пожертвование, пусть и более скромное, но с дружественным настроем, что гораздо ценнее.
Блюдо может быть безвкусным или аппетитным,
Трапеза может быть скромной или обильной,
Но если подношение совершается рукой друга,
Пища становится восхитительной.Kesava-Jataka 346.
Во время визитов Будды в Джетавану Анатхапиндика посещал его два раза в день. В Палийском каноне собраны их многочисленные беседы, которые содержат этические наставления для мирян («Щедрость мирянина ведёт его в небесный мир», «О том, как мирянину достойно тратить богатство», «Свобода от долгов», «Наслаждающийся чувственными удовольствиями» и др.).
Анатхапиндике хотелось, чтобы даже в отсутствие Татхагаты у него был объект для поклонения. Он обратился за разрешением построить святилище к Будде. Тот рассказал ему о трёх типах святынь (мощи, реликвии и символы) и домохозяин посадил в Саваттхи отросток дерева Бодхи, который принёс для этой цели Маугдальяяна. Выросшее дерево привлекло многочисленных мирян и по просьбе Ананды Будда провёл под ним ночь.
В джатаках повествуется о том, как благодаря Анатхапиндике его многочисленные друзья начали слушать проповеди Будды и стали его последователями.

## Буддийские предания

### Анатхапиндика и дух земли
Изначально состояние Анатхапиндики примерно равнялось 85 000 000. 3/5 он потратил на строительство монастыря. Сильный паводок унёс сокровища стоимостью 18 000 000, примерно та же сумма была отдана им в долг. В итоге Анатхапиндика обеднел, но всё же продолжал делать пожертвования, хотя теперь мог поднести монахам лишь жидкую рисовую кашу.
Над входом в его семиэтажный особняк в те времена обитал некий дух. Согласно законам своего мира, он обязан был спускаться и выражать своё почтение, если в дом приходил Будда или кто-то из архатов. Духу это мешало и он попытался прекратить надоевшие ему визиты. Сначала он попробовал настроить против монахов домашнего слугу, затем сына домохозяина, но не достиг успеха. Тогда во всём своём сиянии он явился перед Анатхапиндикой и стал убеждать его, что тот слишком беден, чтобы делать пожертвования. Тот ответил, что знает лишь три драгоценности, о которых намерен заботиться — Будду, Дхамму и Сангху, и велел духу покинуть его дом, поскольку в нём не место врагам Просветлённого. Дух был вынужден подчиниться. В поисках пристанища он обратился к божеству-защитнику Саваттхи, который направил его к четырём правителям первых небес, а те, будучи не в силах решить проблему, переадресовали бездомного дэву к Шакре. Дух тем временем раскаялся и стал просить Шакру о поручительстве. Верховное божество велело ему во искупление вины помочь Анатхапиндике вернуть богатство. Дух достал смытые наводнением сокровища со дна моря, нашёл в земле клад и, проникнув в сны должников, убедил их рассчитаться с кредитором. Так богатство Анатхапиндики не только вернулось, но и преумножилось. Будда даровал духу прощение и тот, выслушав объяснения Просветлённого, стал его учеником.

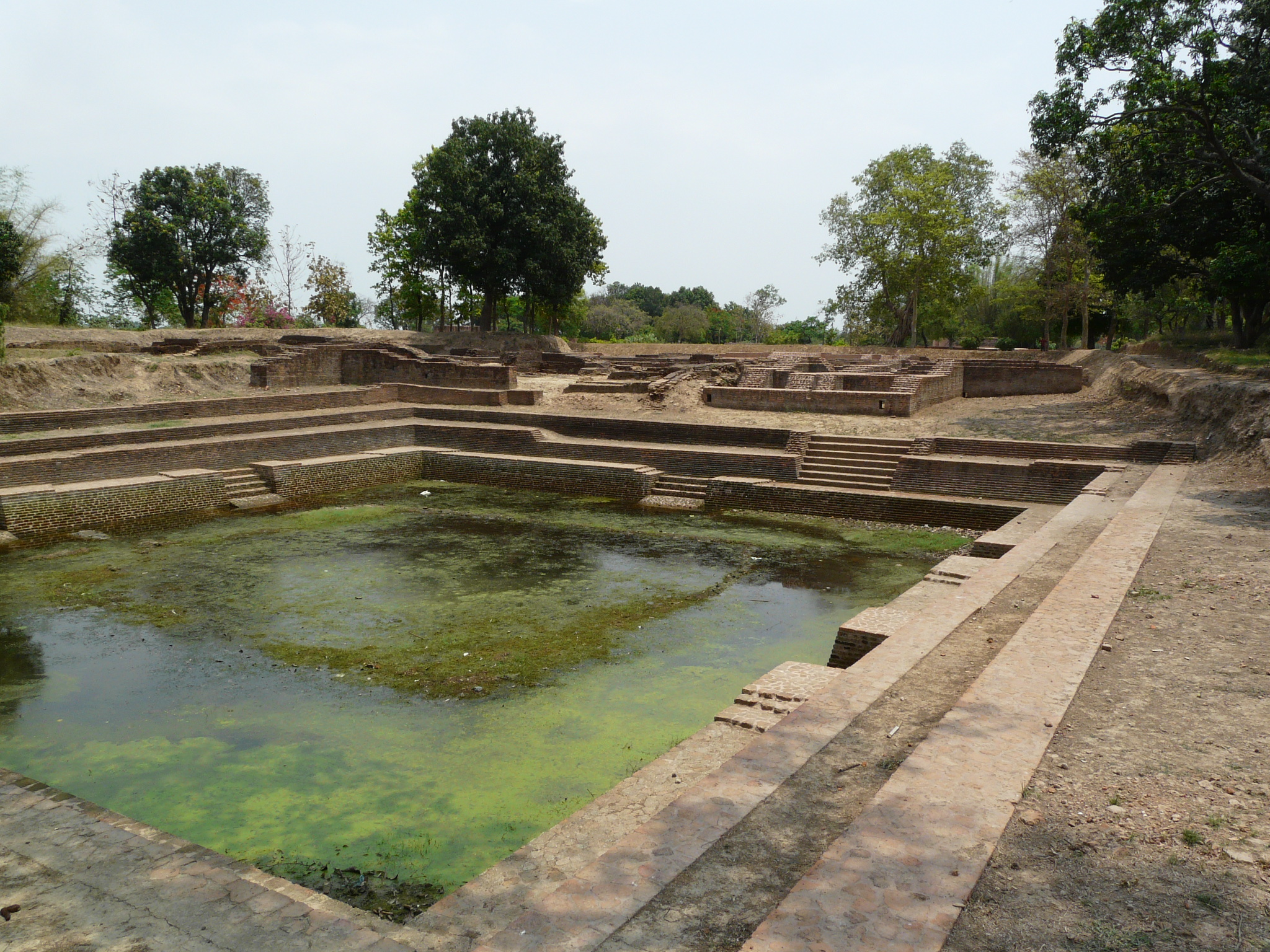
Пруд в Джетаване

### Похищение Шри
Один брахман позавидовал Анатхапиндике, вновь обретшему своё богатство. Он решил украсть у него воплощение богини Шри, которая, по его мнению, была залогом удачи. Он отправился к нему в дом и с помощью дара ясновидения обнаружил богиню в белом петухе, которого держали в золотой клетке. Попросив у Анатхапиндики петуха, брахман получил его в дар, но богиня в тот же миг перебралась в драгоценный камень. Брахман снова попросил подарок, тогда богиня очутилась в оружии для самозащиты, а после очередной просьбы перебралась на голову жены домохозяина — Пунналаккханы. Увидев это, брахман ужаснулся, признался в своих дурных намерениях, вернул подарки и принёс извинения.

### Друг Калаканни
У Анатхапиндики был друг по имени Калаканни, что означает «Птица неудачи». Он поиздержался и домовладелец согласился помочь ему, взяв работником. Домашние были против из-за имени друга, но Анатхапиндика не верил в предрассудки. Отправляясь в поездку, он оставил Калаканни присматривать за домом. Узнав об отъезде хозяина, воры решились на ограбление. Когда они окружили дом, Калаканни принялся бить в барабаны и шуметь. Воры подумали, что у хозяина изменились планы и не рискнули напасть.

## Смерть и наследие
Дважды во время болезни Анатхапиндику навещали Ананда и Шарипутра. Его смерть описана в Анатхапиндиковада сутте МН 143. Перед кончиной он получил наставление от Шарипутры, который посоветовал умирающему не цепляться за 6 органов чувств и не привязываться к ним в мыслях. Это стало для домохозяина откровением и он попросил читать подобные проповеди наиболее подготовленным мирянам. После смерти Анатхапиндика переродился на небесах Тушита и вскоре появился перед Буддой в монастыре Джетаваны в облике прекрасного дэвы и произнёс слова благодарности Шарипутре.
Ученые-буддисты Джордж Д. Бонд и Ананда В. П. Гуруге считают историю Анатхапиндики свидетельством того, что в буддизме путь для мирян и награда за щедрость не отличаются от пути к нирване для монахов.